# Carabao (Wasserbüffel)

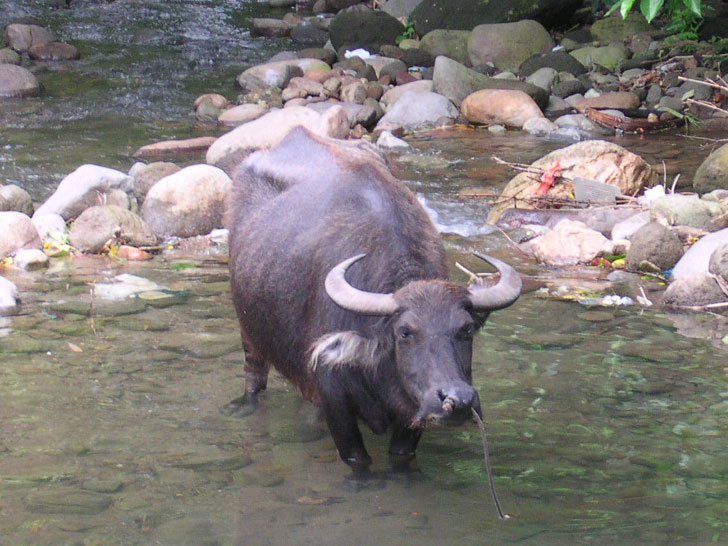
Wasserbüffel auf den Philippinen

Das Carabao (Filipino: kalabaw; Malaiisch: kerbau) ist eine der Haustierrassen des Wasserbüffels (Bubalus bubalis), wie sie auf den Philippinen, auf Guam und in verschiedenen Teilen Südostasiens zu finden ist. Carabaos sind typisch mit der Landwirtschaft verbunden, wo sie als Arbeitstier vor einen Pflug oder einen Karren gespannt und als Tragtier für den Transport vom Feld und zum Markt eingesetzt werden.
Der Name Carabao entstammt dem philippinischen Dialekt Cebuano und wurde offensichtlich dem Malaiischen entnommen.

## Beschreibung
Ausgewachsene Tiere erreichen ein Gewicht von 700 kg bis 800 kg und besitzen feine lange graue oder schwarze Haare, die den gesamten Körper leicht bedecken. Sie haben einen Haarschopf auf der Stirn und auf der höchsten Stelle ihres Rückens. Sowohl die männlichen als auch die weiblichen Exemplare verfügen über massive Hörner, die vom Kopf weg nach hinten wachsen und so eine halbmondförmige Sichel bilden. 

## Auf Guam
Das Carabao wird auf Guam als ein nationales Symbol angesehen. Diese Wasserbüffelrasse wurde im späten 16. Jahrhundert durch die spanische Kolonialverwaltung Guams von den Philippinen importiert, um sie als Lasttier und als Transportmittel einzusetzen. Im Weiteren wurden sie in der Landwirtschaft verwendet und als Zugtier für die Carabao Carts (Carabaokarren) genutzt. Bis in die späten 1960er Jahre waren Carabao-Rennen ein populärer Sport auf der Insel, der vor allem bei Festen stattfand. 
Heutzutage ist das Carabao ein Teil der alltäglichen Kultur in diesem amerikanischen Territorium. Ein Weihnachtslied mit dem Titel „Jungle Bells“ (Dschungelglöckchen), gesungen zur Melodie von „Jingle Bells“, beschreibt den Ritt auf einem Carabaokarren, anstelle der Fahrt auf einem einspännigen Pferdeschlitten im Original. Carabaos werden oft zu Volksfesten und anderen Festlichkeiten eingesetzt, um dort für Kinder als Reittiere zu dienen. Ihr Fleisch wird manchmal als Delikatesse verspeist, obwohl dies heutzutage nicht mehr üblich ist. Farbenfroh angemalte Caraboafiguren aus Fiberglas sind an vielen Plätzen in der Hauptstadt Hagåtña, wie auch in anderen Orten, zum Beispiel dem Guam Premier Outlets in Tamuning zu sehen.
Während Carabaos in Guam vor 1900 mit einer Population von einigen Tausend ziemlich gewöhnlich und allgegenwärtig waren, sind sie heute in den meisten Teilen der Insel selten geworden. Die Ausnahme bildet das US-Navy-Magazin in der Ortschaft Santa Rita, wo Carabaos vor Jägern geschützt leben können, da die Basis von allen Seiten eingezäunt ist. Die Population des Carabaos in diesem Gebiet wuchs auf einige Hundert an, bis zu einem Punkt, an dem sie zu einer Plage wurden, da sie ihren Lebensraum schädigten und das Wasserreservoir der Basis verschmutzen. Im Jahre 2003 startete die Navy ein kontrovers diskutiertes Vorhaben, indem sie ein Programm in die Wege leitete, das die Bestände dezimieren und auf ein erträgliches und kontrollierbares Maß verringern sollte. Dies führte zu schweren Protesten bei den Chamorro, einem Volksstamm, der auf Guam seit Jahrhunderten heimisch und dem Carabao eng verbunden ist.

## Auf den Philippinen

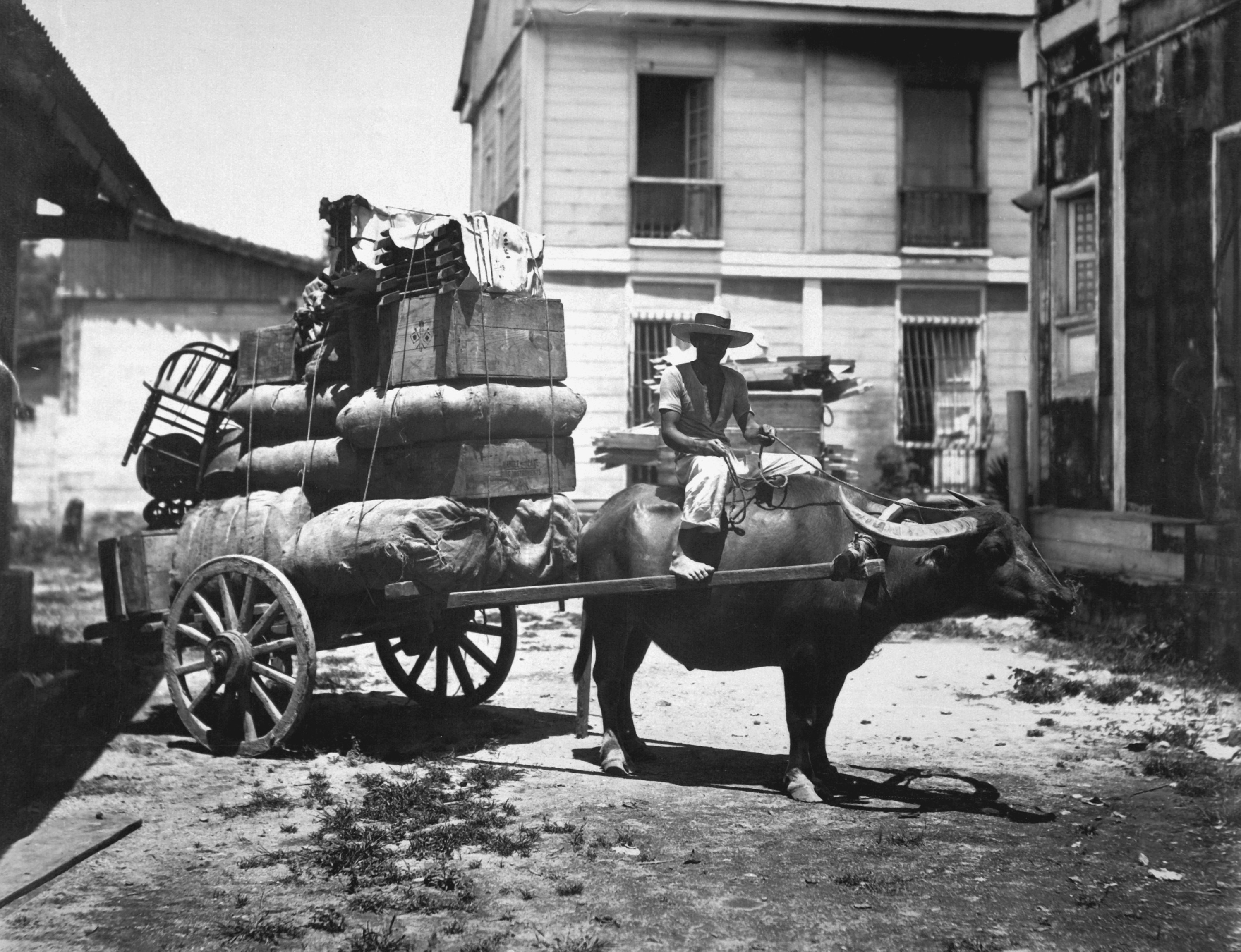
Carabao Cart

Das Carabao ist auf den Philippinen speziell für die Agrarwirtschaft von Bedeutung und gilt als das wichtigste Arbeitstier des Landes. Gerade in den provinziellen Landstrichen, wo man sich keinen Traktor leisten kann und in hügeligem Terrain, in dem der Einsatz der Technik begrenzt ist, spielt das Carabao seine Vorteile bei der Feldarbeit aus. Aber auch in der Forstwirtschaft ergeben sich zahlreiche Einsatzmöglichkeiten, zum Beispiel um Holzstämme aus unwegsamen Gebieten herauszuschaffen. 
Eine altbewährte landwirtschaftliche Methode, genannt Payatak, benötigt den Einsatz von Carabaos und wird heute noch in Northern Samar angewandt. Dabei wird der Ackerboden eines Reisfeldes zuerst mit Regenwasser oder umgeleiteten Wasserscheiden aufgeweicht, bevor der Bauer eine Gruppe Carabaos über die Fläche führt, um die Ackerfläche solange betrampeln zu lassen, bis sie durchnässt genug ist, um die Reissetzlinge aufnehmen zu können. Diese zeitraubende Methode liefert allerdings geringere Gewinne und bietet ein schlechteres Einkommen in Vergleich zu durchgängig bewässerten Feldern.
In der Provinz Bulacan feiert man am 14. Mai das Carabao Festival. Die Bauern schmücken hierfür ihre Carabaos mit Blumengirlanden und bunten Bändern und führen sie dann in die Kirche, wo sie gesegnet werden, ehe sie in einer Parade durch die Ortschaft ziehen. Am zweiten Tag findet ein Rennen unter den Carabaos der Umgebung statt, obwohl die Tiere nicht gerade für ihre Schnelligkeit bekannt sind.
Im Spätjahr 2007 begann das Philippine Carabao Center (PCC), das seinen Sitz in Nueva Ecija hat, mit einer Studie über die Zucht eines Wasserbüffels, der durch Genmanipulation zwischen 4 und 18 Liter Milch pro Tag liefern können soll. Der Hauptteil der Finanzierung wurde vom Ministerium für Wissenschaft und Technik übernommen. Das Ziel sollte es sein, durch einen markierungsunterstützten Auswahlprozess die besten Tiere direkt nach der Geburt herauszufiltern, um die Aufzucht auf lohnende Exemplare zu beschränken.
Das Carabao ist heute unter anderem das Maskottchen des Philippine Daily Inquirer, einer großen philippinischen Tageszeitung und trägt den Namen Guyito.